# 大津一瑯
大津 一瑯（おおつ いちろう、大津一郎とも）は、日本のシナリオライター。福岡県出身。福岡県立修猷館高等学校を経て、同志社大学文学部卒業後、東映京都撮影所を経てフリーのシナリオライターになった。映画『広島仁義 人質奪回作戦』、『恐竜・怪鳥の伝説』、『忍者武芸帖 百地三太夫』、『激動の1750日』、『残侠』、『ひまわり』、Vシネマ『第三の極道』、テレビ『柳生一族の陰謀』、『影の軍団』、『必殺仕事人』などの脚本を担当した。シナリオ作家協会理事、大阪芸術大学映像学科客員教授、大阪シナリオ学校講師。2011年度と2012年度のさぬき映画祭では映像塾シナリオ講座の講師も務めた。

## 作品
- 新・第三の極道 III（ミュージアム）(1996)
- 新・第三の極道IV　裏盃の集団 (V) （ミュージアム）(1997)
- 極道の2号たち2　嗚呼！現金と共に去りぬ (V) （ミュージアム）(1997)
- 新・第三の極道V　裏盃の逆襲 (V)（ミュージアム）(1997)
- 新・第三の極道VI　マフィアの戦慄 (V) （ミュージアム）(1997)
- 極道の2号たち3 (V)（ミュージアム）(1997)
- 新・第三の極道VII (V) （ミュージアム）(1998)
- 新・第三の極道　腐敗官僚VS裏盃の軍団 (V)（ミュージアム）(1998)
- 新・第三の極道　裏盃　流血の掟 (V)（ミュージアム）(1999)
- 新・第三の極道　弔いの銃弾 (V)（ミュージアム）(1999)
- 新・第三の極道　裏盃よ永遠に・・・ (V)（ミュージアム）(2000)
- 首領への道(2003)（脚色）